# 馬南德里亞納區
馬南德里亞納區，是馬達加斯加的行政區，位於該國中部，由阿莫羅尼馬尼亞區負責管轄，首府設於安布文貝阿富武阿尼，2014年人口98,185。